# ジム・キャリーはMr.ダマー
『ジム・キャリーはMr.ダマー』（Dumb and Dumber）は、1994年に製作されたジム・キャリー主演のコメディ映画。脚本・監督を務めたファレリー兄弟の商業映画デビュー作である。

## 概要
全米興行収入は製作費の10倍を超える2億5千万ドルの大ヒットを記録し、その後もカルト的な人気を誇っている。主演のジム・キャリーは、本作と同年に公開された『エース・ベンチュラ』『マスク』の3作で1994年のゴールデンラズベリー賞にノミネートされた。また、キャリーとローレン・ホリーは本作の共演がきっかけで結婚したが、8か月後には離婚している。
1995年のMTVムービー・アワードではキャリーが最優秀コメディパフォーマンス賞を受賞し、キャリーとホリーの接吻シーンには「ベストキス賞」が贈られた。作品のヒットに伴い、1995年にはハンナ・バーベラ・プロダクションによってアニメシリーズも製作された。
2003年には『新 Mr.ダマー ハリーとロイド、コンビ結成!』（Dumb and Dumberer: When Harry Met Lloyd）が製作されるが、キャリーとジェフ・ダニエルズは出演しておらず、彼らが演じるキャラクターの若い頃を描いた前日譚である。また、1997年の『Mr.ダマー2 1/2』（Trial and Error）は続編を思わせる邦題だが、ダニエルズが出演しているだけで、内容的には本作と無関係の作品である。
本作から20年の歳月を経て、2014年11月には続編『帰ってきたMr.ダマー バカMAX!（Dumb and Dumber To）』が全米で公開された。

## あらすじ
ロードアイランド州の州都プロビデンスでリムジンの運転手をしているロイド（ジム・キャリー）は、ある日、空港まで送り届けた美女メアリー（ローレン・ホリー）に一目惚れする。彼女がアスペン行きの飛行機に乗り込んだところで、空港に置き忘れられたスーツケースを目撃したロイドは、彼女を追いかけるも、あと一歩のところで飛行機は飛び立ってしまう。
ロイドはその晩、同居する親友でグルーミング業者のハリー（ジェフ・ダニエルズ）を誘い、彼女にスーツケースを届けようと決意する。2人はハリーの犬型ワゴン（ベース車両：フォード エコノライン）に乗って、プロビデンスから3000マイル離れた高級リゾート地アスペンへと向かう。

## キャスト
| 役名                     | 俳優                     | 日本語吹替                               |
| ------------------------ | ------------------------ | ---------------------------------------- |
| ロイド・クリスマス       | ジム・キャリー           | 山寺宏一                                 |
| ハリー・ダン             | ジェフ・ダニエルズ       | 野沢那智                                 |
| メアリー・スワンソン     | ローレン・ホリー         | 鈴鹿千春                                 |
| ジョー・メンタリーノ     | マイク・スター           | 仲野裕                                   |
| J・P・シェイ             | カレン・ダフィ           | 渡辺美佐                                 |
| ニコラス・アンドレ       | チャールズ・ロケット     | 大滝進矢                                 |
| ペンシルベニア州警察警官 | ハーランド・ウィリアムズ | 伊藤栄次                                 |
| ヘレン・スワンソン       | テリー・ガー             | 定岡小百合                               |
| カール・スワンソン       | ハンク・ブラント         | 伊井篤史                                 |
| デール刑事               | フェルトン・ペリー       | 秋元羊介                                 |
| ベス・ジョーダン         | ヴィクトリア・ローウェル | 定岡小百合                               |
| ビリー                   | ブレイディ・ブルーム     | 津村まこと                               |
| 電話ボックスを待つ男     | フレッド・ストーラー     | 藤原啓治                                 |
| その他                   | N/A                      | 紗ゆり 広瀬正志 西宏子 吉川虎範 山野井仁 |
|                          |                          |                                          |
| 演出                     |                          | 中野洋志                                 |
| 翻訳                     |                          | 石田泰子                                 |
| 制作                     |                          | ACクリエイト                             |

- 日本語吹替：東宝から発売されたVHSに収録。

ギャガ・コミュニケーションズから発売されたDVDには収録されていない。
ワーナー・ブラザースから再版された新版DVDには再収録された。ただしワーナー版は本編を新たに編集し直しており、劇場版には存在していた車椅子に乗った老女がロイドに頼まれて見張っていた酒と財布を窃盗するシーンがカットされたり、大陸横断中に『ゲット・レディ』がBGMで流れるシーンが大幅に追加されたり、ヒッチハイカーを乗せるか相談するシーン、インディアンの家族をバンに新たに乗せるシーンが追加されたりしている。なお日本語吹替版は編集前の劇場版を元にしているため、上記の追加シーンでは原語音声・日本語字幕に切り替わる。

## スタッフ
- 監督：ピーター・ファレリー、ボビー・ファレリー（ノンクレジット）
- 脚本：ピーター・ファレリー、ベネット・イェリン、ボビー・ファレリー
- 製作：チャールズ・B・ウェスラー、ブラッド・クリーボイ、スティーブン・ステイブラー、アーロン・マイヤーソン
- 音楽：トッド・ラングレン
- 撮影：マーク・アーウィン
- 編集：クリストファー・グリーンベリー

## サウンドトラック
| #   | タイトル                                                      | 作詞 | 作曲・編曲 | Artist                       | 時間 |
| --- | ------------------------------------------------------------- | ---- | ---------- | ---------------------------- | ---- |
| 1.  | 「The Ballad of Peter Pumpkinhead」(featuring エレン・リード) |      |            | クラッシュ・テスト・ダミーズ | 3:46 |
| 2.  | 「New Age Girl」                                              |      |            | Deadeye Dick                 | 3:28 |
| 3.  | 「Insomniac」                                                 |      |            | エコーベリー                 | 4:15 |
| 4.  | 「If You Don't Love Me (I'll Kill Myself)」                   |      |            | Pete Droge                   | 3:33 |
| 5.  | 「Crash (The '95 Mix)」                                       |      |            | The Primitives               | 3:14 |
| 6.  | 「Whiney, Whiney (What Really Drives Me Crazy)」              |      |            | Willi One Blood              | 3:36 |
| 7.  | 「Where I Find My Heaven」                                    |      |            | Gigolo Aunts                 | 3:25 |
| 8.  | 「The Hurdy Gurdy Man」                                       |      |            | バットホール・サーファーズ   | 3:57 |
| 9.  | 「Too Much of a Good Thing」(featuring Bret Reilly)           |      |            | The Sons                     | 5:15 |
| 10. | 「The Bear Song」                                             |      |            | Green Jellÿ                  | 2:41 |
| 11. | 「Take」                                                      |      |            | The Lupins                   | 3:01 |
| 12. | 「You Sexy Thing」                                            |      |            | ディー・ライト               | 4:07 |
| 13. | 「Get Ready (The Temptations song)」                          |      |            | ザ・プロクレイマーズ         | 3:02 |

### アルバム未収録曲
- 「The Rain, The Park & Other Things」 - The Cowsills
- 「オー・プリティ・ウーマン」 - ロイ・オービソン
- 「Can We Still Be Friends」 - トッド・ラングレン
- 「Rollin' Down the Hill」 - ザ・レンブランツ
- 「Mmm Mmm Mmm Mmm」 - the Crash Test Dummies
- 「Red Right Hand」 - ニック・ケイヴ
- 「Boom Shack-A-Lak」 - Apache Indian
- 「Make Love Now」 - Patrick Wilson
- 「2 Ft. 0 Butt Crack」 - ブルース・グリーンウッド
- 「Go Your Own Way」 - Fleetwood Mac